# Geox
Geox este o companie producătoare de pantofi din Italia.
Compania deține 953 de magazine, iar produsele se vând în aproximativ 10.000 de magazine multi-brand.
Geox a încheiat anul 2008 cu o cifră de afaceri de aproape 900 de milioane de euro și un profit de circa 120 de milioane de euro.

## Geox în România
Compania a deținut o fabrică în România - Technic Development Timișoara - care producea un milion de perechi de pantofi anual și care genera vânzări de peste 35 milioane euro, pe care a vândut-o în iunie 2009.
Fabrica avea la acel moment aproape 900 de angajați și realiza 5% din producția totală a Geox.
La jumătatea anului 2008, fabrica avea 1.800 de angajați.